# Muzeum Guzików w Łowiczu
Muzeum Guzików w Łowiczu – prywatne muzeum, założone 19 lipca 1997 z inicjatywy Jacka Rutkowskiego i jego córki Karoliny Rutkowskiej. Dysponuje ono zbiorem ponad 4500 guzików z Polski i całego świata. 

## Historia
W okresie międzywojennym w Łowiczu istniał niewielki sklep pasmanteryjny, należący do Czesławy Majewskiej, który zlikwidowano w 1945, po wyzwoleniu Łowicza przez Armię Czerwoną. Wojenną zawieruchę przetrwała część dodatków krawieckich, wśród których sporą część stanowiły guziki.
W celu zachowania przed zniszczeniem ocalałych guzików 19 lipca 1997 Jacek Rutkowski, wnuk Czesławy Majewskiej, wraz z córką Karoliną założyli Muzeum Guzików. Jak zaznacza kustosz, celem muzeum jest gromadzenie guzików jako śladu istnienia konkretnej osoby i jako odniesienia do wydarzenia historycznego.

## Siedziba
Zgodnie ze statutem muzeum jego siedzibą jest zabytkowa, XIX-wieczna walizka, będąca niegdyś własnością Bolesława Modesta Majewskiego, łowickiego kupca. Dzięki niewielkim rozmiarom walizki (45 cm×45 cm×30 cm) muzeum jest uznawane za jedno z najmniejszych w Europie. Dzięki temu informacja o nim pojawiła się w licznych mediach i portalach internetowych, również poza granicami kraju.
Początkowo zbiory prezentowane były w różnych miejscach. Od 2014 wystawa stała udostępniona była zwiedzającym w Galerii Łowickiej przy ul. Stanisławskiego 10. W związku z remontem galerii oraz przeniesieniem firmy Folkstar, przy której działa muzeum, 12 grudnia 2019 otwarto jego nową siedzibę w kamienicy przy ulicy Stary Rynek 10 w Łowiczu, należącej do Łowickiej Spółdzielni Mieszkaniowej.

## Zbiory muzeum
W kolekcji muzeum znajduje się ponad 4500 guzików. Pochodzą one od licznych postaci życia publicznego, do ich właścicieli należą: papież Jan Paweł II, kard. Stefan Wyszyński, ks. Jerzy Popiełuszko (ich guziki są uznawane za relikwie), prezydenci III Rzeczypospolitej do 2015 (jeden z nich, gen. Wojciecha Jaruzelskiego, pochodzi z munduru, w którym ogłaszał on wprowadzenie stanu wojennego), gen. Władysław Anders, gen. Władysław Sikorski, gen. Tadeusz Kutrzeba, Wisława Szymborska, Stefan Żeromski, Stanisław Ignacy Witkiewicz, Konstanty Ildelfons Gałczyński, Stanisław Lem, Czesław Miłosz, Olga Tokarczuk, Helena Modrzejewska, Miles Davis oraz wiele innych osobistości. Muzeum posiada również zbiór guzików należących do honorowych obywateli Łowicza.

## Działalność kulturalna
Muzeum Guzików angażuje się w liczne wydarzenia kulturalne w regionie, prowadzi działalność edukacyjną i wydawniczą. Z inicjatywy muzeum corocznie – 12 grudnia – obchodzony jest Dzień Guzika, który ma związek z jednostkami miary (dawniej guziki sprzedawano na tuziny i grosy). Współpracuje również z Towarzystwem Miłośników Gier Guzikowych.

## Obecność w kulturze masowej
Informacja o muzeum pojawiła się m.in. w Lekturach nadobowiązkowych Wisławy Szymborskiej, w książce Mój anioł ma skrzydło zielone Kiry Gałczyńskiej i w Truciźnie Andrzeja Pilipiuka.